# Batalha de Huarina
Depois de expulsar o governador nomeado pelo rei do Vice-Reino do Peru, Blasco Núñez Vela, e mais tarde derrotá-lo e matá-lo na batalha de Añaquito, Gonzalo Pizarro reuniu um exército de 1.200 homens para reivindicar o domínio sobre o Peru, outrora pertencente a ele e seus irmãos. O novo vice-rei, Pedro de la Gasca, desembarcou no Peru em 1547, e um contingente de suas tropas, liderado por Diego Centeno, foi severamente derrotado em Huarina por Francisco de Carvajal (apelidado de Demônio dos Andes, pelo tratamento dispensado aos nativos peruanos em sua busca por glória e poder.)
Centeno, no entanto, conseguiu recuar em ordem e mais tarde uniu-se à força principal comandada por de la Gasca. No final das contas, o vice-rei venceu a causa da maioria dos oficiais e soldados de Gonzalo Pizarro e, em 9 de abril de 1548, os pizarristas foram finalmente derrubados na batalha de Jaquijahuana.